# Hyperolius pickersgilli
Hyperolius pickersgilli је водоземац из реда жаба и фамилије Hyperoliidae.

## Угроженост
Ова врста се сматра угроженом.

## Распрострањење
Ареал врсте је ограничен на једну државу. 
Јужноафричка Република је једино познато природно станиште врсте.

## Станиште
Станишта врсте су шуме, травна вегетација и слатководна подручја.